# Compañía de bandera

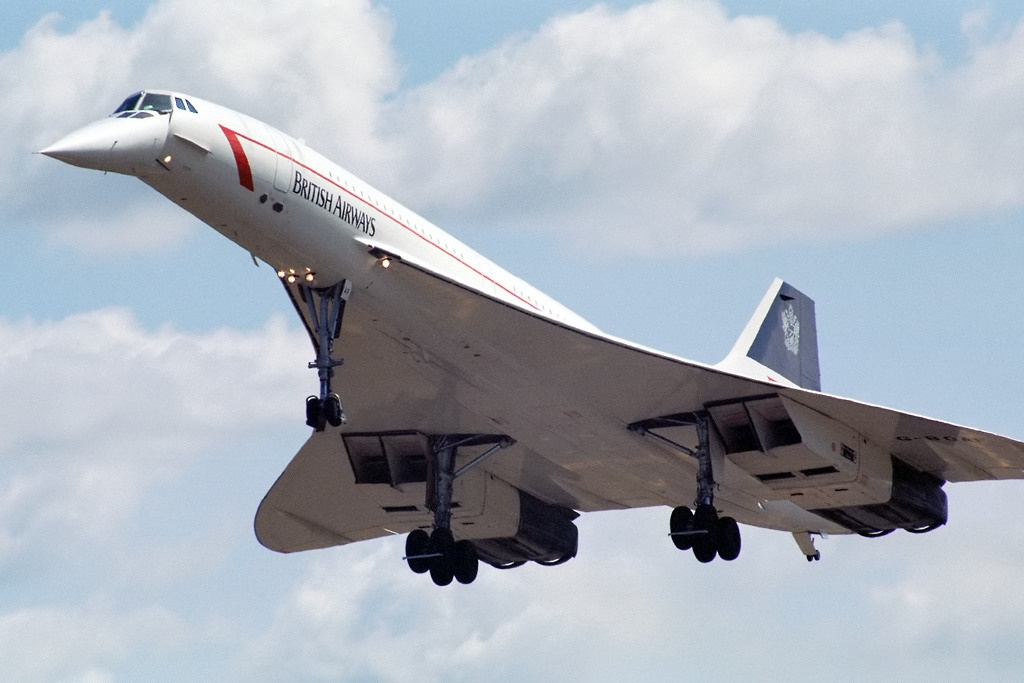
Aero imagen de compañía

Una compañía de bandera es una compañía de transporte, como una aerolínea o de transporte marítimo, que, al estar registrada localmente en un determinado Estado soberano, goza de derechos o privilegios preferenciales concedidos por el gobierno para operaciones internacionales. El término también se refiere a cualquier compañía aérea que sea o haya sido propiedad de un gobierno, incluso mucho después de su privatización, cuando los derechos o privilegios preferenciales continúan.
Las compañías de bandera pueden ser reconocidas como tales debido a que el derecho marítimo requiere que todos los barcos muestren la bandera del país de su registro.
Una aerolínea de bandera también recibe la denominación de aerolínea nacional o compañía aérea nacional, aunque esto puede tener diferentes significados legales en algunos países.

## Origen
El término "aerolínea de bandera" es un legado de la época en que los países establecieron compañías aéreas de propiedad estatal. Los gobiernos tomaron la iniciativa debido a los elevados costes de capital de establecer y operar aerolíneas. Sin embargo, no todas estas compañías aéreas fueron de propiedad gubernamental; Pan Am, TWA, Cathay Pacific, UTA, Canadian Pacific Air Lines y Olympic Airlines son todas de propiedad privada. La mayoría de ellas eran consideradas como compañías de bandera, ya que eran la "principal aerolínea nacional" y a menudo un signo de la presencia de su país en el extranjero.
En la industria aeronáutica, fuertemente regulada, los derechos de aviación a menudo se negocian entre los gobiernos, negando a las aerolíneas el derecho a un mercado abierto. Estos Acuerdos Bilaterales de Transporte Aéreo (similares a los acuerdos Bermuda I y Bermuda II) especifican qué derechos solo pueden otorgarse a aerolíneas registradas localmente, obligando a algunos gobiernos a poner en marcha aerolíneas para evitar quedar en desventaja frente a la competencia extranjera. Algunos países también crean compañías de bandera como la israelí El Al o la libanesa Middle East Airlines por razones nacionalistas, o para ayudar a la economía del país, particularmente en el área del turismo.
En muchos casos, los gobiernos facilitan directamente el crecimiento de este tipo de aerolíneas, normalmente mediante subvenciones y otros incentivos fiscales. El establecimiento de competidores en forma de otras aerolíneas registradas localmente puede estar prohibido o fuertemente regulado para evitar la competencia directa. Incluso aunque se permita la creación de aerolíneas privadas, se puede dar prioridad a las aerolíneas de bandera, especialmente en el reparto de los derechos de aviación a los mercados locales o internacionales.
En las últimas dos décadas, sin embargo, muchas de estas aerolíneas han sido privatizadas.. La industria de la aviación también ha sido gradualmente desregulada y liberalizada, permitiendo mayores libertades del aire, particularmente en los Estados Unidos y en la Unión Europea con la firma del acuerdo de Cielos Abiertos. Una de las características de tales acuerdos es el derecho de un país a designar a múltiples aerolíneas para que presten servicio en las rutas internacionales, con el resultado de que no existe una sola aerolínea de bandera.

## Aerolíneas de bandera
La siguiente lista enumera las aerolíneas consideradas como una "aerolínea de bandera", según la propiedad estatal actual o anterior, u otra designación verificable como aerolínea nacional.